# Ołeh Dubyna
Ołeh Wiktorowycz Dubyna, ukr. Олег Вікторович Дубина (ur. 20 marca 1959 w Jelizawetiwce) – ukraiński polityk, były wicepremier, dyrektor generalny koncernu Naftohaz Ukrainy.

## Życiorys
Absolwent Instytutu Przemysłowego w Dniepropietrowsku. Uzyskał stopień kandydata technicznych nauk. W latach 1985–1986 był wykładowcą politechniki w Dnieprodzierżyńsku, od 1986 do 1993 inżynierem w Dnieprowskim Kombinacie Metalurgicznym.
W latach 1998–1999 zajmował stanowisko dyrektora generalnego Alczewskiego Kombinatu Metalurgicznego, w okresie 1999–2001 stał na czele Państwowego Kombinatu Górniczo-Metalurgicznego "Kryworiżstal". W 2001 sprawował urząd wicepremiera ds. polityki przemysłowej w rządzie Wiktora Juszczenki, następnie do 2002 był wicepremierem w rządzie Anatolija Kinacha. Pełnił później funkcję doradcy prezydenta Łeonida Kuczmy. W 2004 powrócił do biznesu, kierując przedsiębiorstwami energetycznymi. Od grudnia 2007 do marca 2010 był dyrektorem Naftohazu Ukraina.